# Liomys
Genre
Liomys est un genre de mammifères rongeurs de la famille des Heteromyidae qui regroupe les souris kangourou d'Amérique. Ce sont plus particulièrement des Souris épineuses à poches, c'est-à-dire à larges abajoues.
Ce genre a été décrit pour la première fois en 1902 par un zoologiste américain, Clinton Hart Merriam (1855-1942).

## Liste d'espèces
Selon Mammal Species of the World (version 3, 2005)  (20 nov. 2012), ITIS (20 nov. 2012), Catalogue of Life (20 nov. 2012) et NCBI (20 nov. 2012) elle comprend les espèces suivantes :
- Liomys adspersus (Peters, 1874) - Rat épineux [6]
- Liomys irroratus (Gray, 1868) - Souris épineuse à poches du Mexique[1]
- Liomys pictus (Thomas, 1893)
- Liomys salvini (Thomas, 1893)
- Liomys spectabilis Genoways, 1971

Selon Paleobiology Database (20 nov. 2012) :
- Liomys irroratus
- Liomys salvini